# كاثرين مايو
كاثرين مايو (بالإنجليزية: Katherine Mayo)‏ هي مؤرخة وكاتِبة ومؤلفة أمريكية، ولدت في 27 يناير 1867 في ريدجواي في الولايات المتحدة، وتوفيت في 9 أكتوبر 1940 في نيويورك في الولايات المتحدة.